# Saint-Jean-des-Échelles

Saint-Jean-des-Échelles este o comună în departamentul Sarthe, Franța. În 2009 avea o populație de 256 de locuitori.